# 戴豐樹
戴豐樹（?—?），1984年東京帝國大學機械工程博士，現任大同公司執行副總經理、富士康國際控股有限公司總經理。

## 生平
早期服務於日本豐田汽車，由郭台銘從汽車零件大廠愛信精機公司挖角進入鴻海，為鴻海導入豐田「及時生產」（just in time〉觀念。任職期間與陳偉良同是富士康的靈魂人物。
2009年上半年富士康虧損1,900萬美元。2009年8月31日執行董事兼營運總監戴豐樹辭職，由池育陽繼任執行董事職務。